# Anisocentropus tristis
Anisocentropus tristis is een schietmot uit de familie Calamoceratidae. De soort komt voor in het Australaziatisch gebied.